# Klub Sportowy Wieczysta Kraków
Il Klub Sportowy Wieczysta Kraków, meglio noto come Wieczysta Kraków e in italiano come Wieczysta Cracovia, è una società calcistica polacca della città di Cracovia. Milita nella I liga, la seconda serie del campionato polacco di calcio.

## Storia
La squadra è stata fondata nel 1942.

## Strutture

### Stadio
Il Wieczysta disputa le partite casalinghe allo Stadio Wieczystej, che ha una capienza di 2 000 posti.

## Palmarès

### Competizioni nazionali
- III liga: 1

2023-2024
- Coppa di Polonia (regionali della Piccola Polonia):2022-2023[2]

### Altri piazzamenti
- III liga:

Terzo posto: 2022-2023

## Organico

### Rosa 2023-2024
Aggiornato al 2 marzo 2024.
| N. |                       | Ruolo | Calciatore            |
| -- | --------------------- | ----- | --------------------- |
| 1  | Polonia (bandiera)    | P     | Bartosz Plewka        |
| 2  | Polonia (bandiera)    | D     | Patryk Kołodziej      |
| 3  | Polonia (bandiera)    | C     | Jacek Góralski        |
| 4  | Polonia (bandiera)    | D     | Kacper Skrobański     |
| 5  | Polonia (bandiera)    | D     | Szymon Rygiel         |
| 6  | Polonia (bandiera)    | D     | Rafał Pietrzak        |
| 7  | Polonia (bandiera)    | C     | Przemysław Bargiel    |
| 8  | Polonia (bandiera)    | D     | Jakub Bąk             |
| 9  | Polonia (bandiera)    | A     | Michał Fidziukiewicz  |
| 10 | Slovacchia (bandiera) | A     | Patrik Mišák          |
| 11 | Polonia (bandiera)    | C     | Dawid Kiedrowicz      |
| 12 | Polonia (bandiera)    | P     | Jakub Murawski        |
| 13 | Polonia (bandiera)    | C     | Dawid Pakulski        |
| 14 | Polonia (bandiera)    | C     | Michał Mak            |
| 16 | Polonia (bandiera)    | A     | Karol Danielak        |
| 17 | Austria (bandiera)    | C     | Christoph Knasmüllner |
| 18 | Spagna (bandiera)     | A     | Manuel Torres Jiménez |
| 19 | Slovenia (bandiera)   | C     | Saša Živec            |
| 20 | Polonia (bandiera)    | C     | Przemysław Kapek      |

| N. |                        | Ruolo | Calciatore        |
| -- | ---------------------- | ----- | ----------------- |
| 21 | Polonia (bandiera)     | C     | Wiktor Głogowski  |
| 22 | Polonia (bandiera)     | D     | Michał Pazdan     |
| 23 | Polonia (bandiera)     | D     | Mateusz Gamrot    |
| 26 | Polonia (bandiera)     | P     | Patryk Letkiewicz |
| 27 | Polonia (bandiera)     | A     | Maciej Jankowski  |
| 29 | Polonia (bandiera)     | C     | Paweł Łysiak      |
| 44 | Paesi Bassi (bandiera) | D     | Hennos Asmelash   |
| 45 | Ucraina (bandiera)     | C     | Denys Favorov     |
| 66 | Polonia (bandiera)     | A     | Jakub Wołosik     |
| 68 | Polonia (bandiera)     | C     | Tomasz Swędrowski |
| 75 | Francia (bandiera)     | C     | Thibault Moulin   |
| 88 | Bulgaria (bandiera)    | C     | Simeon Slavčev    |
| 90 | Polonia (bandiera)     | C     | Łukasz Pietras    |
| 96 | Croazia (bandiera)     | A     | Ante Aralica      |
| 97 | Polonia (bandiera)     | C     | Michał Trąbka     |
| 99 | Polonia (bandiera)     | P     | Błażej Sapielak   |
|    | Polonia (bandiera)     | D     | Konrad Kasolik    |
|    | Polonia (bandiera)     | A     | Szymon Kot        |